# Seleuc d'Emesa
Seleuc d'Emesa (Seleucus, Σέλευκος) fou un historiador grec sirià. Va escriure dos llibres sobre la història de l'Imperi Part, un comentari sobre poetes lírics i un poema sobre la pesca en quatre llibres (ἁλιευτικά) que esmenta Suides, però que Ateneu de Naucratis diu que era obra d'un Seleuc de Tars.